# Egidio Termine
Egidio Termine (Palermo, 19 settembre 1954) è un attore, regista e sceneggiatore italiano.

## Biografia
Debutta nel mondo del cinema come interprete nel film Il camorrista, di Giuseppe Tornatore. Esordisce poi come regista e sceneggiatore nel 1991 col film Per quel viaggio in Sicilia, e torna dietro alla macchina da presa nel 2016 dirigendo Il figlio sospeso.

## Filmografia

### Attore
- Il camorrista, regia di Giuseppe Tornatore (1986)
- Il sapore del grano, regia di Gianni Da Campo (1986)
- Un tassinaro a New York, regia di Alberto Sordi (1987)
- Good morning Babilonia, regia di Vittorio Taviani (1987)
- La notte degli squali, regia di Tonino Ricci (1988)
- Don Bosco, regia di Leonardo Castellani (1988)
- Laggiù nella giungla, regia di Stefano Reali (1988)
- Le due croci, regia di Silvio Maestranzi (1988)
- Francesco, regia di Liliana Cavani (1989)
- 'o Re, regia di Luigi Magni (1989)
- Volevo i pantaloni, regia di Maurizio Ponzi (1989)
- Diceria dell'untore, regia di Beppe Cino (1990)
- Porte aperte, regia di Gianni Amelio (1990)
- Dimenticare Palermo, regia di Francesco Rosi (1990)

### Regista e sceneggiatore
- Per quel viaggio in Sicilia (1991)
- Il figlio sospeso (2016)